# Leandro Oliveira
Leandro Oliveira (nacido el 2 de enero de 1988) es un futbolista brasileño que se desempeña como centrocampista.
Jugó para clubes como el Corinthians Paranaense, Ituano, Paraná, Noroeste, Santa Cruz, Comercial, Guaratinguetá, Al-Faisaly y Thespakusatsu Gunma.

## Trayectoria

### Clubes
| Club                   | País           | Año         |
| ---------------------- | -------------- | ----------- |
| Corinthians Paranaense | Brasil         | 2009 - 2010 |
| Ituano                 | Brasil         | 2011        |
| Paraná                 | Brasil         | 2011        |
| Noroeste               | Brasil         | 2012        |
| Santa Cruz             | Brasil         | 2012        |
| Comercial              | Brasil         | 2013        |
| Guaratinguetá          | Brasil         | 2013        |
| Al-Faisaly             | Arabia Saudita | 2013        |
| Comercial              | Brasil         | 2014        |
| Thespakusatsu Gunma    | Japón          | 2015        |